# María de Estrada
María de Estrada va ser una dona espanyola que va participar en la Conquesta de Mèxic. Va justificar davant Hernán Cortés la seva voluntat d'acompanyar les tropes amb aquestes paraules:
No està bé, senyor capità, que les dones espanyoles deixin anar als seus marits a la guerra; on ells morin morirem nosaltres, i cal que els indis entenguin que els espanyols som tan valents que fins i tot les seves dones saben lluitar... Va participar en accions bèl·liques i va lluitar amb bravesa durant la batalla d'Otumba.
Es va casar amb Pedro Sánchez Farfán, qui va rebre la comanadoria de Tetela del Volcán. Poc més se sap d'ella. La seva vida va inspirar la novel·la María de Estrada de l'escriptora méxico-nord-americana Gloria Durán.